# Trentepohlia (Mongoma) albilata
Trentepohlia (Mongoma) albilata is een tweevleugelige uit de familie steltmuggen (Limoniidae). De soort komt voor in het Afrotropisch gebied.